# Keulhornbienen
Die Keulhornbienen (Ceratina) sind eine Gattung aus der Familie der Apidae innerhalb der Bienen. Die Gattung enthält etwa 350 Arten und ist auf allen Kontinenten (außer der Antarktis) vertreten. In Australien gibt es jedoch nur eine Art. Im deutschsprachigen Raum gibt es fünf, in Deutschland drei Arten. Der deutsche Name weist auf die kurzen, keulenförmigen Fühler hin.

## Merkmale
Die Keulhornbienen sind meistens nur wenig behaart, haben einen schlanken, meist schwarzen Körper, der meist deutlich punktiert ist, manchmal mit metallischem Glanz. Der Kopfschild (Clypeus) hat fast immer eine weiße Zeichnung in der Mitte. Die (einheimischen) Keulhornbienen sind ca. 6 bis 10 mm lang. Der Stachel ist sehr schwach und wird nie gebraucht.

## Vorkommen
Keulhornbienen kommen in Mitteleuropa vorwiegend an Waldrändern und Waldlichtungen vor, können aber auch in Siedlungsgebieten gefunden werden. Oft sind sie in der Nähe von Brombeerdickichten zu finden. Sie können von April bis September beobachtet werden.

## Lebensweise
Die heimischen Keulhornbienen sind ausnahmslos solitär und haben nur eine Generation im Jahr. Männchen und Weibchen schlüpfen im August und September aus ihren Brutzellen, die im Mai bis Juli angelegt wurden. Sie paaren sich aber nicht gleich, sondern ernähren sich an Blüten und suchen sich im Herbst geeignete Winterquartiere in hohlen Brombeerstängeln und anderen markhaltigen Zweigen (Holunder, Heckenrosen, Königskerzen). Manchmal finden mehrere Bienen in einem Stängel gemeinsam ihren Platz.
Im Mai oder Juni des kommenden Jahres verlassen die Bienen ihre Winterquartiere und paaren sich, häufig an Blüten bzw. Blütenständen. Die Weibchen suchen dann nach Stängeln oder Zweigen, in denen sie ihre Brutzellen anlegen können. Dazu entfernen sie oft das Mark aus den Stängeln. Sie sammeln dann Pollen, wobei sie ganz verschiedene Blüten nutzen. Der Pollen wird zum Transport teilweise verschluckt, teils auch mit der schwach ausgebildeten Scopa transportiert. Nach ca. sechs bis acht Wochen schlüpfen die Jungen. Die Weibchen verbringen während der Brutversorgung die Nächte und Schlechtwetterperioden im Eingang ihrer Nester.
Bei einigen Arten, wie Ceratina dallatorreana und C. parvula wurden keine Männchen beobachtet, diese Arten pflanzen sich offensichtlich parthenogenetisch fort.
Einige Arten von Keulhornbienen in den Tropen zeigen in ihrer Lebensweise halbsoziale Verhaltensweisen wie Brutpflege und Schutz der Nester durch die Mütter. Mehrere Weibchen leben in einem Nest zusammen, möglicherweise sogar in eusozialer Lebensweise. Auch in Nordamerika gibt es Ceratina-Arten mit halbsozialer Lebensweise und Brutpflege.
Manche Arten, wie die im südlichen Asien weit verbreitete C. smaragdula, sind wirtschaftlich bedeutende Bestäuber von Luzerne und anderen Nutzpflanzen.

## Systematik
Die Keulhornbienen sind nahe mit den Holzbienen (Xylocopa) verwandt. Die beiden Gattungen sind in der gleichen Unterfamilie, Xylocopinae der Apidae (mit folgenden Tribus: Xylocopini, Ceratinini, Manuelini, und Allodapini). Die Keulhornbienen werden im Englischen auch „small carpenter bees“ (= kleine Holzbienen) genannt.
Die Gattung Ceratina wird derzeit in insgesamt 24 Untergattungen eingeteilt. Die Untergattungen sind von Natur entweder nur in der westlichen (18 Untergattungen) oder der östlichen Hemisphäre (6 Untergattungen) verbreitet. Die Gattung ist am meisten divers (artenreich) in tropischen Gebieten, in denen sie wohl auch entstanden ist.

## Mitteleuropäische Arten
In Deutschland und der Schweiz kommen nur drei Arten von Ceratina vor, zwei weitere in Österreich, zehn Arten in Frankreich. (Die folgende Liste ist nicht vollständig.)
- Ceratina acuta (A[9])
- Ceratina callosa
- Ceratina chalcites
- Ceratina chalybaea (D, A, Ch[9]) (= C. callosa)
- Ceratina cucurbitina (D, A. Ch[9])
- Ceratina cyanea (D, A, Ch[9])
- Ceratina dallatorreana
- Ceratina dentiventris
- Ceratina gravidula
- Ceratina mocsayi
- Ceratina nigrolabiata (A[10])